# Jakob Gauermann

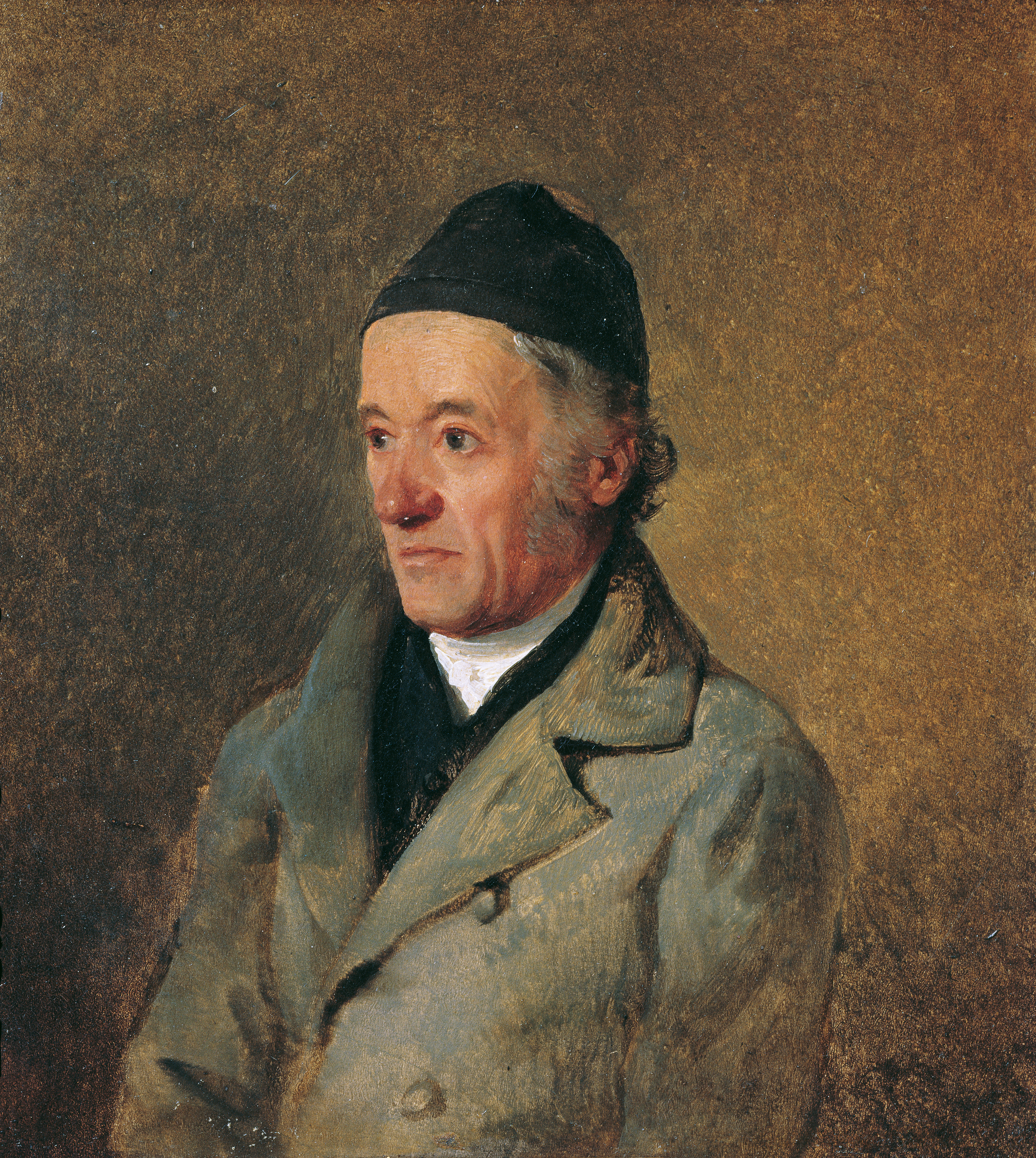
Jakob Gauermann (Porträt von Friedrich Gauermann, 1833)

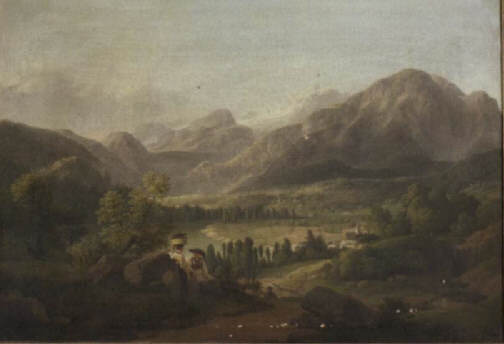
Weite Landschaftsdarstellung mit dem Altausseer See und dem Sarstein im Salzkammergut, 1826

Jakob Gauermann (* 3. September 1773 in Oeffingen bei Stuttgart; † 27. März 1843 in Miesenbach) war ein deutscher Maler, Zeichner und Kupferstecher.

## Leben
Gauermann arbeitete erst als Steinmetz und besuchte dann drei Jahre lang die Hohe Karlsschule in Stuttgart. Nachdem er hierauf mit dem Chef einer neubegründeten Kunsthandlung in Stuttgart und Heilbronn die Schweiz bereist, zeichnete und radierte er an seinem außerordentlich reichen Skizzenvorrat etwa sechs Jahre, musste sich aber sodann, da sein Geschäftsfreund zahlungsunfähig wurde, von Privatunterricht nähren.
Im Jahr 1802 besuchte er mit Martin von Molitor (1759–1812) Tirol und begann nach der Rückkehr die Ausarbeitung sowohl seiner landschaftlichen Skizzen als auch eigener Landschaftskompositionen, denen ländliche Szenen aus dem Leben der Gebirgsbewohner Österreichs folgten. Diese Arbeiten machten ihn dem Erzherzog Johann bekannt, der ihn 1811 beauftragte, die schönsten malerischen Ansichten der Steiermark aufzunehmen. 1818 wurde er zum Kammermaler ernannt und blieb es bis zu seinem Lebensende. Gauermann starb am 27. März 1843. Er hat wenig Ölgemälde, dagegen zahlreiche Aquarelle geliefert.
Seine Söhne Friedrich und Carl waren österreichische Maler.
Sein Ehrengrab befindet sich auf dem Wiener Zentralfriedhof (Gruppe 0, Reihe 1, Nummer 59). Im Jahr 1870 wurde in Wien Innere Stadt (1. Bezirk) die Gauermanngasse nach ihm und seinem Sohn Friedrich Gauermann benannt.